# آرایشگاه (فیلم ۲۰۰۲)
آرایشگاه (به انگلیسی: Barbershop) یک فیلم کمدی-درام آمریکایی محصول ۲۰۰۲ به کارگردانی تیم استوری با بازی آیس کیوب، آنتونی اندرسون، سین پاتریک توماس، ایو، تروی گاریتی، مایکل ایلی، لئونارد ارل هاوز، کیث دیوید، دیون کول و سدریک اینترتینر است. این فیلم حول محور زندگی اجتماعی در آرایشگاهی در جنوب شیکاگو می‌چرخد. و همچنین اولین قسمت از مجموعه فیلم‌های آرایشگاه محسوب می‌شود.
این فیلم در ۱۳ سپتامبر ۲۰۰۲ توسط شرکت توزیع مترو گلدوین مایر منتشر شد. آرایشگاه نقدهای مثبتی از سوی منتقدان دریافت کرد و از بازی بازیگران تمجید شد. این فیلم به یک موفقیت تجاری بزرگ تبدیل شد و با بودجه تولید ۱۲ میلیون دلاری، ۷۷ میلیون دلار در سرتاسر جهان به دست آورد.

## داستان
فیلم ماجراهایی را که در یک آرایشگاه واقع جنوب شیکاگو به وقوع می‌پیوندد را روایت می‌کند. کالوین (آیس کیوب) که این کسب و کار ار از پدر مرحومش به ارث برده‌است، تنها این آرایشگاه و فروشگاه کوچک است که زندگی او را می‌گرداند و باعث اتلاف وقت او می‌گردد. وقتی که کالوین آرایشگاهش را به به لوآن شارک می‌فروشد تازه متوجه می‌شود که چه کاری انجام داده‌است و قصد دارد که دوباره نام و شهرت پدرش را زنده کند ولی …

## دنباله‌ها
- آرایشگاه ۲: بازگشت به کار (۲۰۰۴)
- آرایشگاه ۳: اصلاح بعدی (۲۰۱۶)